# Ethinyl(triisopropyl)silan
Ethinyl(triisopropyl)silan (IUPAC-Nomenklatur, Trivialname: Triisopropylsilylacetylen, Akronym: TIPSA) ist eine chemische Verbindung aus der Gruppe der Organosilane.

## Gewinnung und Darstellung
Ethinyl(triisopropyl)silan wurde erstmals 1983 von T. K. Jones und S. E. Denmark aus Ethinylmagnesiumbromid und Triisopropylsilylchlorid hergestellt.

## Verwendung
Ethinyl(triisopropyl)silan kann in der Sonogashira-Kupplung verwendet werden, um terminale Alkine an ein Arylhalogenid anzufügen. Vorteilhaft ist hier die Stabilität der TIPS-Schutzgruppe auf dem entstehenden terminalen Alkin gegenüber dem in der Suzuki-Miyaura-Kupplung oft eingesetztem Caesiumcarbonat, sodass beispielsweise eine Ein-Topf-Reaktion, bei der eine Masuda-Borylierung im ersten mit einer Suzuki-Miyaura-Kupplung im zweiten Schritt und einer abschließenden Sonogashira-Kupplung möglich wird (Masuda-Suzuki-Sonogashira-Synthese), ohne das Caesiumcarbonat vor dem letzten Schritt zu entfernen. Dieser Umstand grenzt das Ethinyl(triisopropyl)silan gegenüber Analoga wie Trimethylsilylacetylen ab, da die TMS-Schutzgruppe auf terminalen Alkinen gegenüber Alkalien unbeständig ist.

## Sicherheitshinweise
Ethinyl(triisopropyl)silan hat einen Flammpunkt von 56 °C.